# Iermakove (Crimea)
|  | Per a altres significats, vegeu «Iermakovo». |

Iermakove (en (ucraïnès): Ермакове) és un poble de la República Autònoma de Crimea a Ucraïna, que el 2014 tenia 909 habitants. Pertany al districte rural de Djankoi. Fins al 1948 la vila es deia Totai.